# AGV (열차)
AGV(아제베, 프랑스어: Automotrice à Grande Vitesse) 또는 FS ETR 575급(이탈리아어: Elettro Treno Rapido 575)은 프랑스 알스톰의 고속철도 차량이다.

## 개요
2008년에 페가수스 프로토 타입으로 2000년대 초반에 개발에 착수하였으며, 같은 해 이탈리아의 철도 기업인 NTV에서 25편성을 발주했다. 2009년부터 2010년까지 영업운전을 목표로 개발이 진행하였다. AGV는 알스톰사의 등록상표로 2012년에 이탈리아에서 상용화되었다.
알스톰에 따르면 최소 245명에서 446명까지 승객을 수용이 가능하며 최고 영업 속도는 360km/h까지 주행이 가능하도록 설계가 되었다. TGV 계열 차량  최초로 동력분산식으로 설계되어 수송량 증가와 속도 향상을 노리고 있는 것이 특징이다. IGBT 인버터 제어와 영구자석 동기전동기를 채용하였으며, 큰 폭으로 경량화되었다.

## 사진

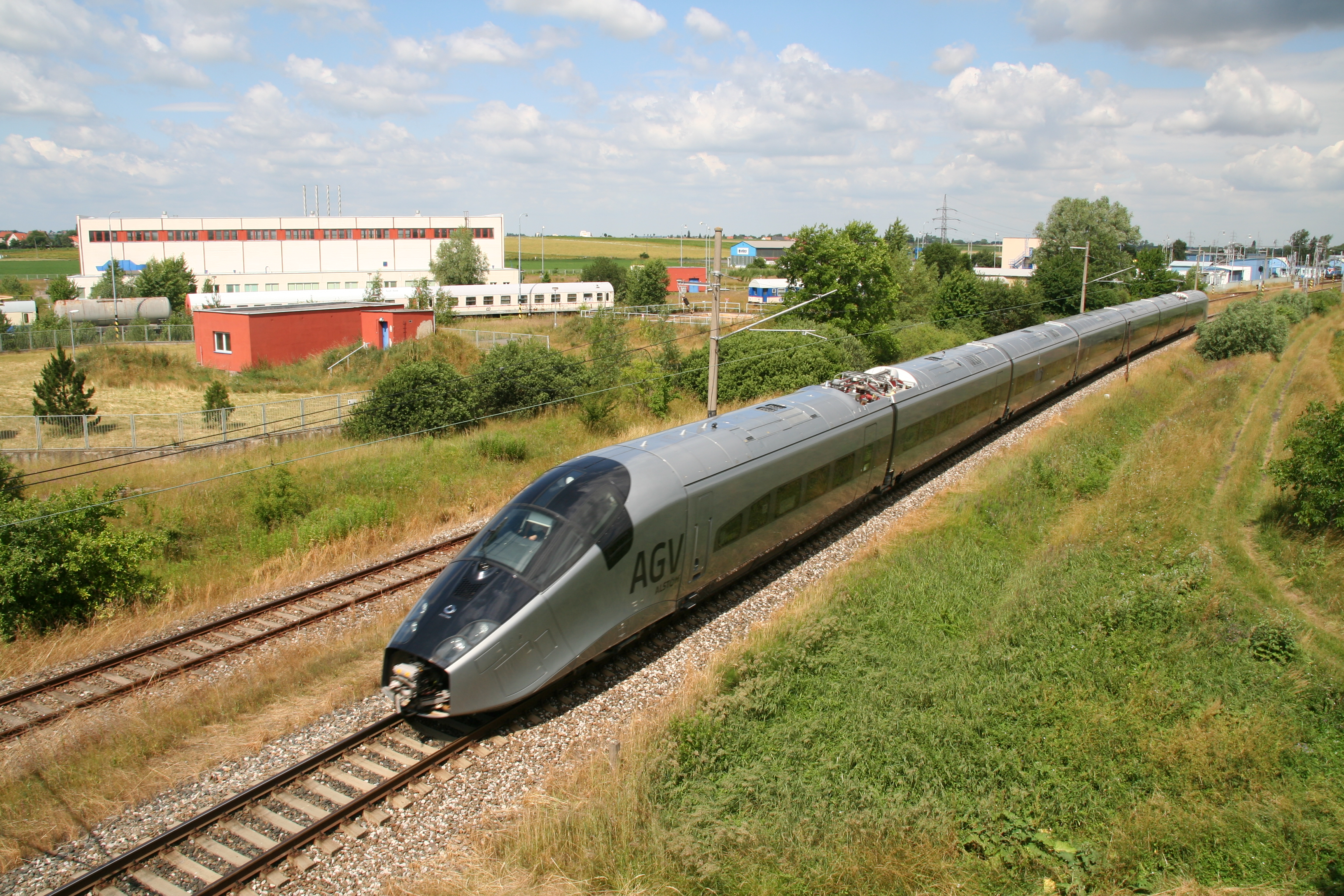
시험주행 중인 AGV
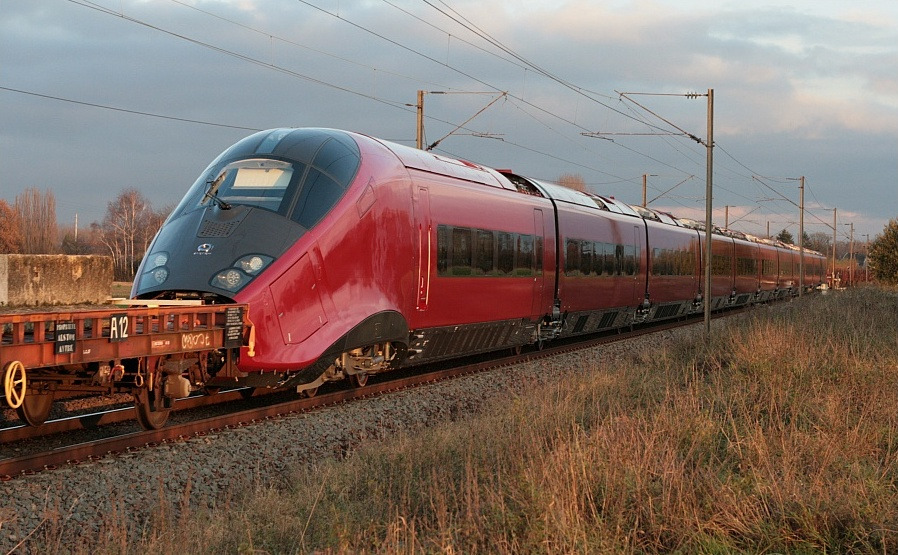
갑종회송 중인 AGV
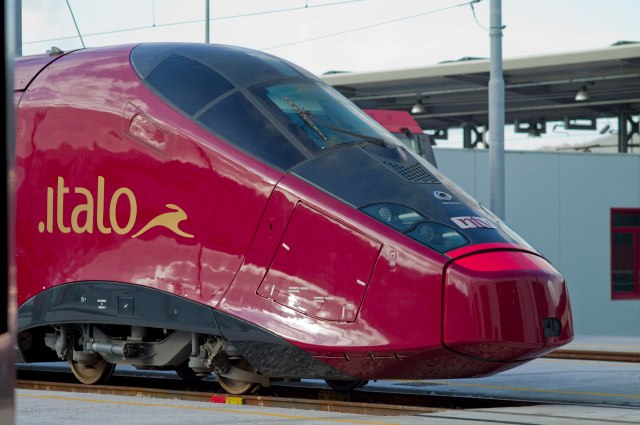
기지에 유치 중인 AGV
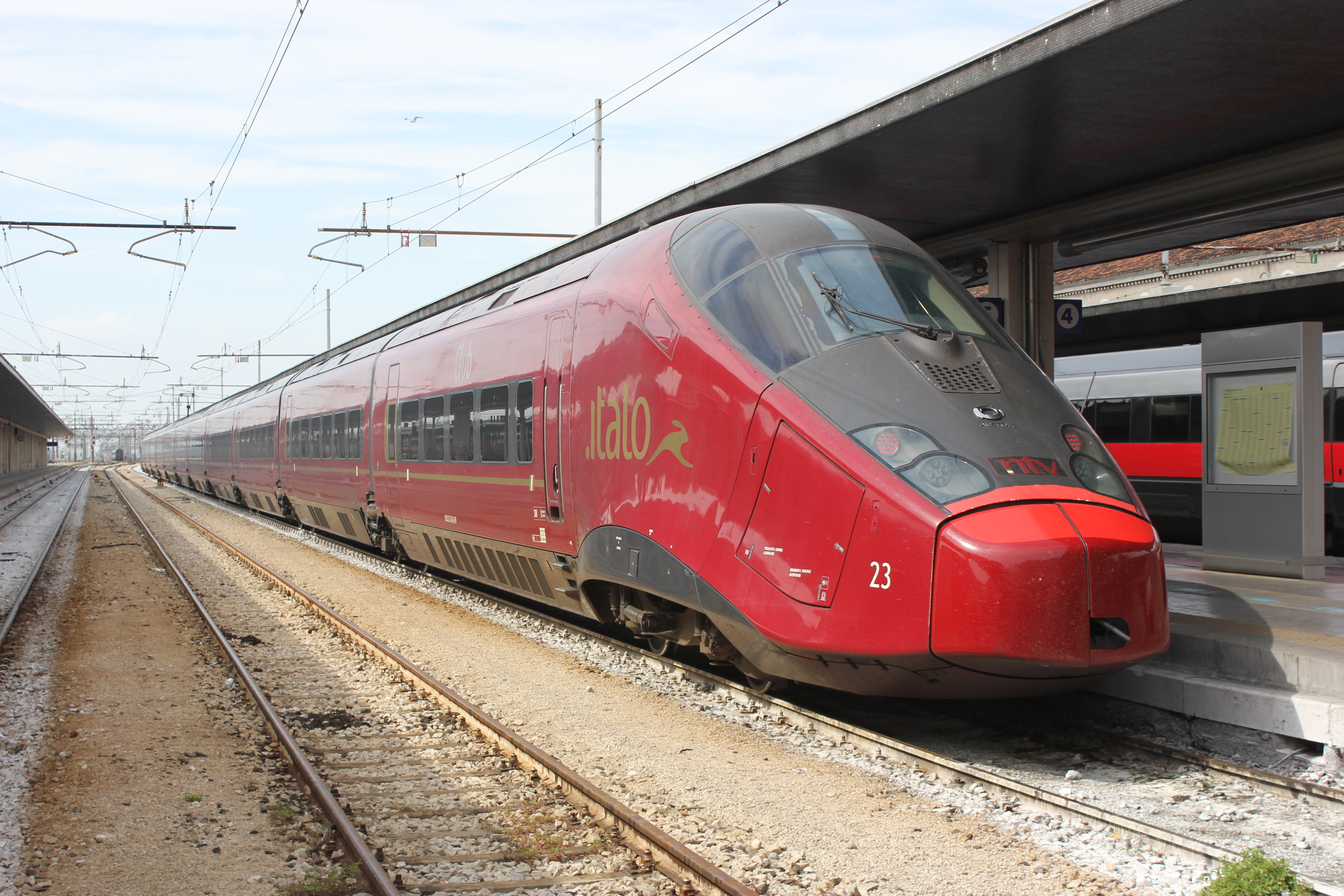
ETR 575 23호기
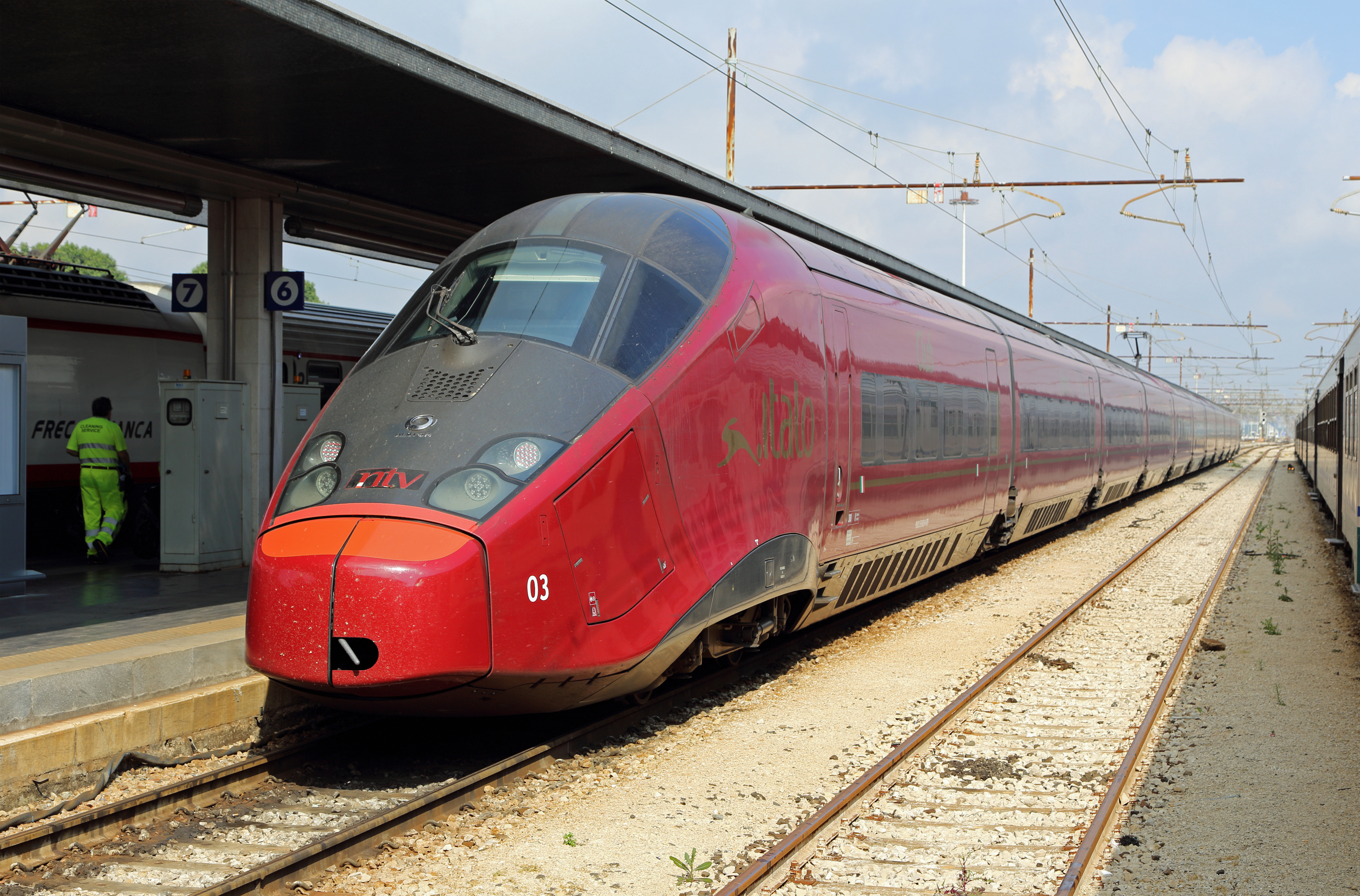
ETR 575 3호기

## 같이 보기
- 알스톰